# Grotea lokii
Grotea lokii là một loài tò vò trong họ Ichneumonidae.